# Ха, Пэт
Пэт Ха (англ. Pat Ha, иер. упр. 夏文汐; род. 21 ноября 1965, Гонконг) — гонконгская актриса.

## Биография
Пэт Ха родилась 21 ноября 1965 года в Гонконге. До начала актёрской работы была сотрудницей фабрики.
Дебютировала в кино в 1982 году в фильме Странник, за которую получила номинацию Гонконгской кинопремии как "Лучший новый актёр". В 1980-е годы снялась с ведущими гонконгскими актёрами своего времени: Лесли Чун в "Странник", Джеки Чан и Само Хун в "Победители и грешники", Юань Бяо в "В бегах", Чоу Юн Фат в "Цветочный город" и "Огненные братья", Розамунд Кван в "Мое возмездие", Кэрол Чэн в "Женщины в тюрьме".
Пэт ушла из киноиндустрии в конце 1980-х, выйдя замуж и эмигрировав в Соединенные Штаты, где воспитывала трёх дочерей. В 2009 покинула США и переехала в Шанхай, где возобновила актёрскую карьеру.
Пэт дважды становилась номинанткой Гонконгской кинопремии: "Лучший новый актёр" за фильм "Странник" и "Лучшая женская роль" за фильм "Меня зовут не Сьюзи".

## Личная жизнь
В 1989 году вышла замуж за тайваньского бизнесмена Хуан Гуанбо и эмигрировала в Соединенные Штаты. Родила трёх девочек. Позже брак с Хуан Гуанбо был расторгнут.

## Избранная фильмография
| Год  |   | Русское название                   | Оригинальное название      | Роль                     |
| ---- | - | ---------------------------------- | -------------------------- | ------------------------ |
| 2018 | ф | Тайный орден                       | Sheng Yu Tong Tian         | вдовствующая императрица |
| 2016 | ф | Потерянные разумы                  | Shi xin zhe                | Матушка Чжао             |
| 2016 | ф | Призрак театра                     | Mo Du 18 Hao               | мать Вэйбана             |
| 2014 | ф | Дом, который не умрёт никогда      | Jing Cheng 81 Hao          |                          |
| 2013 | ф | Рождественская роза                | Sheng Dan Mei Gui          | мать Цзина               |
| 2011 | ф | Прощай верность                    | Cheut gwai dik nui yan     | Элис / миссис Мэн        |
| 2011 | ф | Женщина-рыцарь Зеркального озера   | Jian hu nu xia Qiu Jin     | У Чжиин                  |
| 2002 | ф | Принцесса                          | Seung fei                  | мать Линг                |
| 1989 | ф | Прости меня                        | Suet fong dik nui yan      | Шэн Вэнь-Юэ              |
| 1989 | ф | Призрачная лихорадка               | Gui gou ren                | миссис Линг              |
| 1988 | ф | Женщины в тюрьме                   | Lui ji gam yuk, 1988       | Кэлли Хо                 |
| 1988 | ф | В бегах                            | Mong ming yuen yeung       | Пак Чёй                  |
| 1988 | ф | Мое возмездие                      | Huet yee tin si            | Эми Вонг                 |
| 1988 | ф | Три желания                        | Hak sam gwai               |                          |
| 1988 | ф | Одного мужа слишком много          | Yat chai leung foo         | Вэлком                   |
| 1988 | ф | Северный румянец                   | Yuan nu                    |                          |
| 1988 | ф | Так держать, отель!                | Jin zhuang da jiu dian     | Анжела Цуй               |
| 1987 | ф | Огненные братья                    | Gong woo lung foo dau      | Ка Хси                   |
| 1987 | ф | Сестра Купидон                     | Tian ci liang yuan         | Джени                    |
| 1987 | ф | Счастливый двоеженец               | Yi wu liang qi             | Вэлком                   |
| 1987 | ф | Жизнь — это момент                 | Jeu fa zik sap             |                          |
| 1987 | ф | Ноктюрн убийцы                     | Bu ye tian                 | Рэйчел                   |
| 1986 | ф | Женщина гнева                      | Sha Fu                     | А-Ши                     |
| 1985 | ф | Ночной гость                       | Ping an ye                 | Порки                    |
| 1985 | ф | Давай заведём ребёнка              | Tai cheung lo dau          |                          |
| 1985 | ф | Меня зовут не Сьюзи                | Fa gai si doi              | Мэри / Шуй Мэй           |
| 1985 | ф | Отряд Тигры                        | Fei hu qi bing             | Кэти                     |
| 1984 | ф | Любвеобильные женщины династии Тан | Tong chiu ho fong nui      | Ю Юань-ги / жрица        |
| 1984 | ф | Безымянная ярость                  | Wu ming huo                | Хиди Лам Сау-Линг        |
| 1983 | ф | Цветочный город                    | Fa sing                    | Бинг                     |
| 1983 | ф | Победители и грешники              | Qi mou miao ji: Wu fu xing | дочь Чань Чиу            |
| 1982 | ф | Странник                           | Lie huo qing chun          | Кэти                     |